# فالنتين يونسكو
فالنتين يونسكو (بالرومانية: Valentin Ionescu)‏ هو محامي وسياسي روماني، ولد في 3 سبتمبر 1961 في بوخارست في رومانيا.